# Radiació de sincrotró

La línia blava representa el recorregut que fan els electrons dins els anells d'emmagatzement del sincrotró a causa dels imants en verd. La radiació de sincrotró surt tangent a la trajectòria d'aquests electrons en determinats punts del recorregut.

La radiació de sincrotró és una radiació electromagnètica característica produïda per partícules carregades, com ara electrons, que es mouen a velocitats properes a la velocitat de la llum, en una trajectòria corbada, per exemple per un camp magnètic. Com més ràpid es mouen els electrons, més curta és la longitud d'ona de la radiació. La radiació de sincrotró va des de la radiació infraroja (IR), passant per la llum visible (VIS) i la radiació ultraviolada (UV), fins a arribar als raigs X.
En la natura aquesta emissió és causada pels electrons que es mouen a través dels camps magnètics de l'espai a velocitats molt altes, i hom l'observa en les explosions i en els romanents de supernoves, radiogalàxies i púlsars. L'emissió de sincrotró es produeix artificialment als anells d'emmagatzemament d'un sincrotró on electrons, prèviament accelerats en un accelerador lineal o LINAC, descriuen òrbites a velocitat constant degut a la força de Lorentz. La velocitat, malgrat manté el seu mòdul constant, canvia de direcció contínuament, per tant presenta una acceleració centrípeta, causant de l'emissió de radiació electromagnètica. Les aplicacions de la radiació de sincrotró són molt nombroses, com per exemple, radiocristal·lografia, microminiaturització de circuits integrats, o estudi d'àtoms i molècules.

## Teoria
Clàssicament, qualsevol partícula carregada que es desplaça en una trajectòria corba o que experimenta una acceleració al llarg d’una trajectòria rectilínia emet radiació electromagnètica. Aquesta radiació adopta denominacions diverses segons el context. Per exemple, quan s’origina a conseqüència de l’impacte d’electrons amb un blanc de metall sòlid dins un tub de raigs X, es coneix com a radiació de frenada o bremsstrahlung.

Espectre electromagnètic. La radiació de sincrotró conté radiació des de l'infraroig a la dreta de l'espectre visible a la figura fins als raigs X, a l'esquerra de la mateixa figura.

En particular, en l’àmbit dels acceleradors de partícules de geometria circular, com els sincrotrons, on les partícules carregades són accelerades a velocitats relativistes, aquesta radiació rep el nom específic de radiació de sincrotró. L’energia radiada per aquest mecanisme és proporcional a la quarta potència de la velocitat de les partícules i inversament proporcional al quadrat del radi de curvatura de la trajectòria. Aquest fenomen esdevé el factor limitant de l’energia final assolible per les partícules accelerades en sincrotrons d’electrons, com el sincrotró Alba del campus de la Universitat Autònoma de Barcelona, a Cerdanyola del Vallès. Tanmateix, en altres contexts, com en els sistemes de detectors instal·lats en acceleradors, aquesta energia pot ser registrada i aprofitada per facilitar l’anàlisi dels productes derivats dels esdeveniments de dispersió dins l’accelerador.
La fórmula clàssica per a la potència radiada {\displaystyle P} per un electró de càrrega elèctrica {\displaystyle e} accelerat amb una acceleració {\displaystyle a} és:
{\displaystyle P={\frac {e^{2}a^{2}}{6\pi \varepsilon _{0}c^{3}}}}on:
- {\displaystyle \varepsilon _{0}} és la permitivitat del buit i val 8,854 187 8188 × 10–12 F m–1.
- {\displaystyle c} és la velocitat de la llum.[2]

Per a una òrbita circular no relativista, l'acceleració {\displaystyle a} és deguda a la força de Lorentz i és igual a {\textstyle evB/m}, on {\displaystyle v} és la velocitat de la partícula, {\displaystyle B} la intensitat del camp magnètic i {\displaystyle m} la massa de l'electró. Per altra banda és una acceleració centrípeta, {\textstyle v^{2}/r}, on {\displaystyle r} és el radi de curvatura de la trajectòria.
Tanmateix, les òrbites que es consideren en els acceleradors de partícules, com els sincrotrons, són altament relativistes. En aquest règim, l'acceleració ha de ser calculada tenint en compte les correccions relativistes, ja que la velocitat de les partícules s'acosta significativament a la velocitat de la llum. L'acceleració relativista es pot obtenir mitjançant una generalització del concepte clàssic d’acceleració centrípeta, considerant els factors de Lorentz que intervenen a causa del moviment relativista. En aquest context, l’acceleració efectiva per a una partícula carregada en una òrbita circular és determinada per:
{\displaystyle a={\frac {1}{m}}{dp \over d\tau }={\frac {1}{m}}\gamma {d(\gamma mv) \over dt}=\gamma ^{2}{dv \over dt}=\gamma ^{2}{\frac {v^{2}}{r}}}
on:
- {\displaystyle m} és la massa de la partícula.
- {\displaystyle p} és el mòdul de la quantitat de moviment o moment lineal en relativitat, essent {\displaystyle p=\gamma mv}.
- {\displaystyle \gamma } és el factor de Lorentz, {\textstyle \gamma ={\frac {1}{\sqrt {1-\beta ^{2}}}}}, amb {\textstyle \beta =v/c}. Aquest factor augmenta de manera exponencial a mesura que la velocitat de la partícula s’aproxima a la velocitat de la llum.
- {\displaystyle \tau =t/\gamma } és el temps propi, temps que mesura un rellotge ideal entre esdeveniments que tenen lloc al mateix punt on es troba el rellotge.

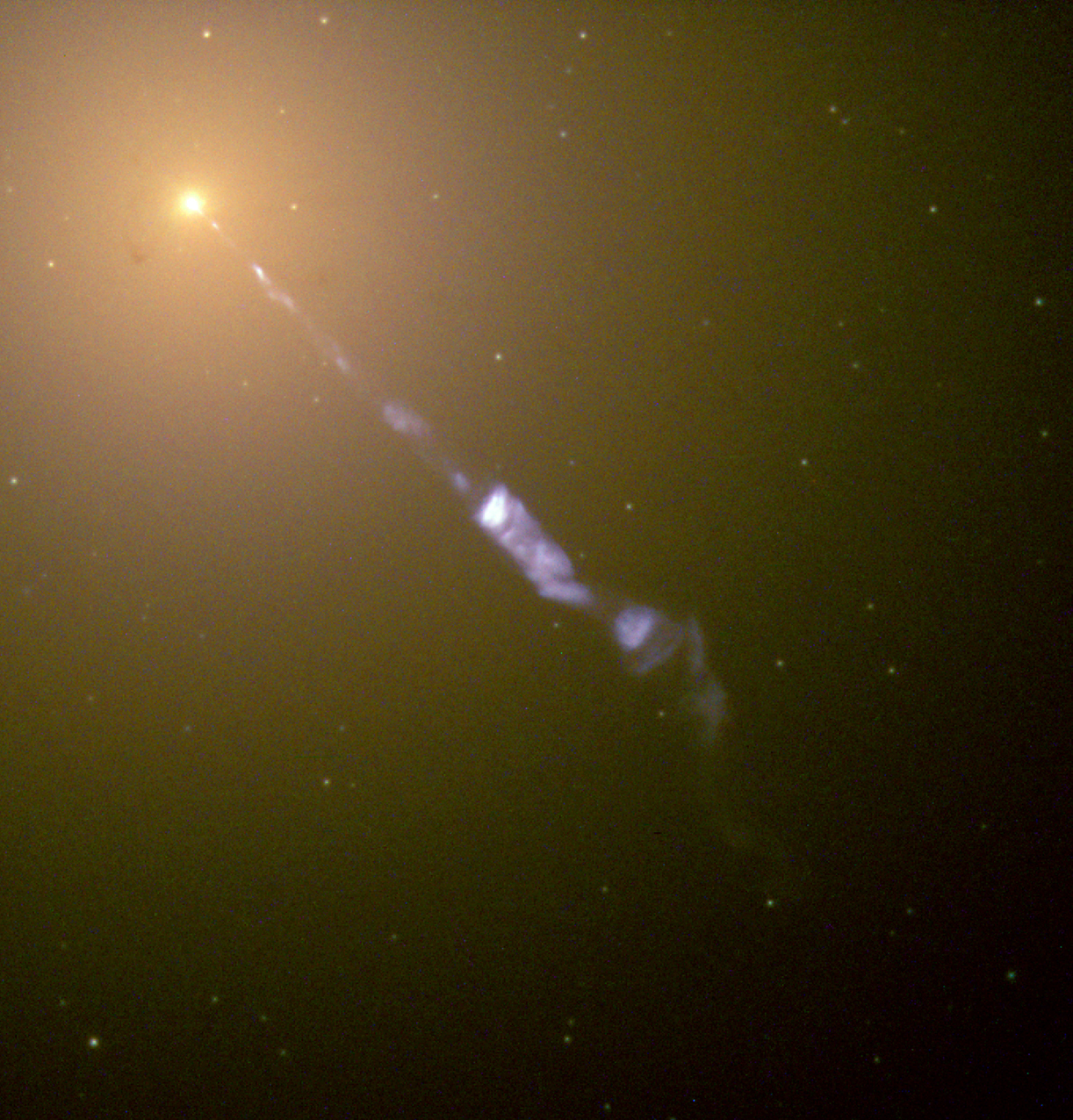
Imatge del jet relativista de la galàxia M87.

La potència radiada és, per tant:
{\displaystyle P={\frac {e^{2}\gamma ^{4}v^{4}}{6\pi \epsilon _{0}c^{3}r^{2}}}}

## Història
Aquesta radiació va ser anomenada així després del seu descobriment en un accelerador de sincrotró de l'empresa General Electric, construït el 1946 i anunciat el maig de 1947 per Frank Elder, Anatole Gurewitsch, Robert Langmuir, i Herb Pollock en una carta titulada Radiation from Electrons in a Synchrotron.
Es va detectar per primera vegada en la natura en un jet emès per la galàxia el·líptica M87, el 1956, per Geoffrey R. Burbidge, que la va veure com a confirmació d'una predicció de Iosif S. Shklovskii del 1953, encara que havia estat predita encara uns anys abans per Hannes Alfvén i Nicolai Herlofson el 1950.

## Propietats

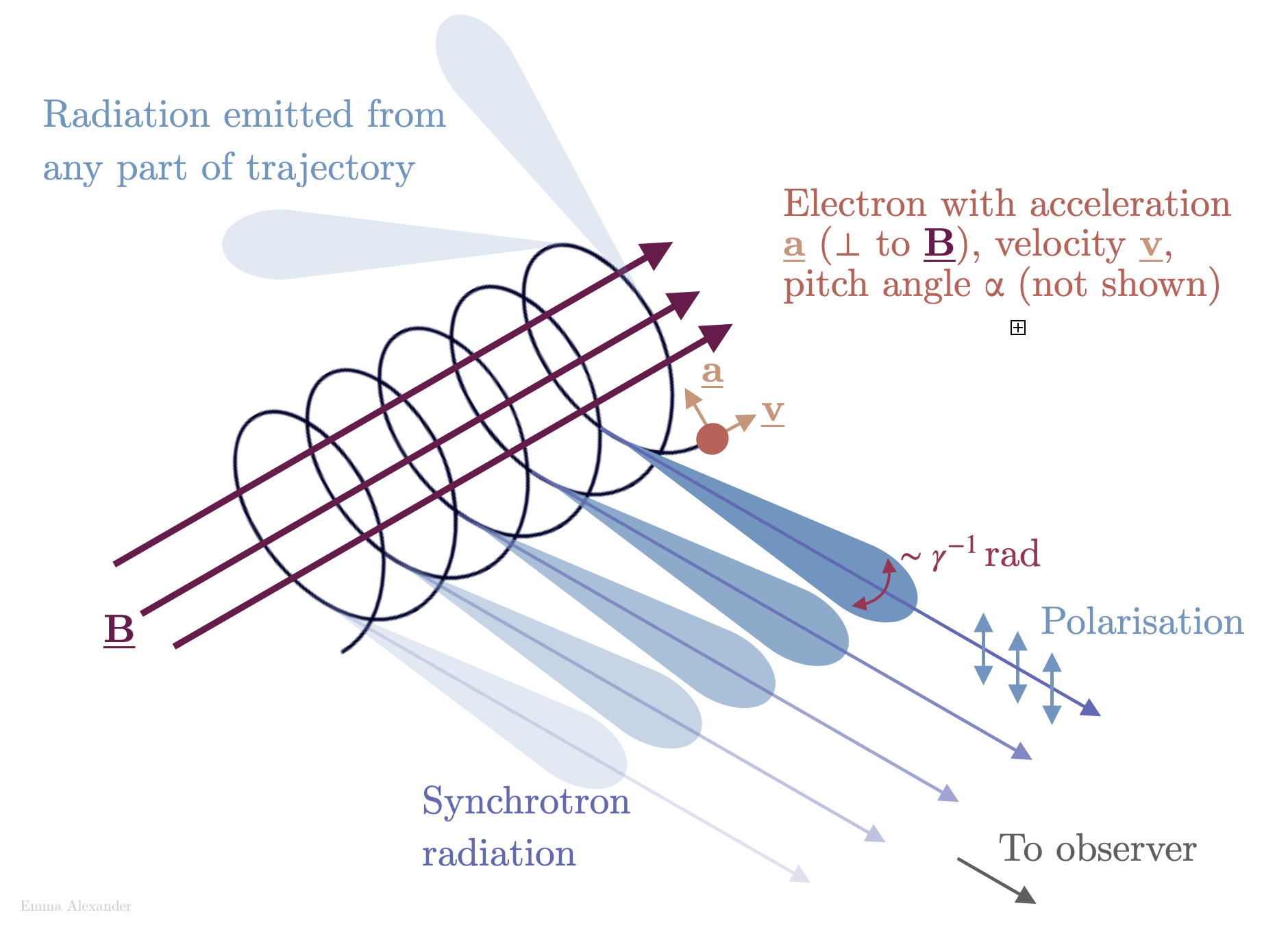
Diagrama d'emissió de la radiació de sincrotró. La radiació sorgeix d'un electró que es mou al llarg d'una trajectòria helicoidal al voltant d'un camp magnètic uniforme. La força de Lorentz que causa l'acceleració és perpendicular al vector de camp magnètic, i ambdós vectors també són perpendiculars a la velocitat de l'electró. La radiació es concentra en una amplada de feix de ∼ radians.

Aquesta radiació presenta quatre propietats que la fan força útil:
1. És una emissió molt focalitzada en el pla de la trajectòria dels electrons. La major part de l'energia és emesa dins d'un feix, l'obertura màxima del qual {\displaystyle \psi _{M}} és de l'ordre de {\displaystyle \gamma }. Habitualment el valor és de l'ordre del mil·liradià.[6]
2. El seu espectre d’emissió és continu (radiació blanca) i presenta una freqüència màxima {\displaystyle \nu _{M}} a partir de la qual ja no hi ha emissió. Aquesta freqüència màxima és relacionada amb la velocitat angular que duu l'electró {\displaystyle \omega }, segons {\textstyle \nu _{M}=\gamma ^{3}\omega }. Així, si augmenta l’energia dels electrons, per l'augment de la velocitat angular, la distribució espectral es desplaça cap a petites longituds d’ona (alta freqüència).[6]
3. És una radiació molt intensa, un electró d’uns 500 MeV en una òrbita d’1 m de radi emet una energia en forma de radiació de sincrotró de 14 keV per volta i un electró d’1,8 GeV en una òrbita de 4 m emet una radiació de 250 keV.[7]
4. És una radiació totalment polaritzada en el pla de l’òrbita.[7]

## Tècniques
Els experiments o mesures que es poden dur a terme utilitzant el conjunt inicial de línies de llum es divideixen en quatre categories principals:
- Difracció/dispersió per a cristal·lografia.
- Espectroscòpia per a l'anàlisi de la composició química i l'especiació en el material a granel i en superfícies, fins a nivell nanomètric.
- Polarimetria per mesurar la forma de molècules complexes, com les proteïnes, i les propietats dels materials magnètics.
- Obtenció d'imatges, des d'imatges molt detallades d'animals petits i, en última instància, humans, fins a la subestructura de materials biològics i físics, utilitzant llum des d'infrarojos fins a raigs X durs.[8]

La difracció de raigs X produeix interferències constructives a l'esquerra i destructives a la dreta que permeten determinar la posició i separació de les espècies químiques en els cristalls.

### Difracció de raigs X (XRD)
La difracció de raigs X inclou una sèrie de diferents tècniques que tenen aplicacions en la ciència dels materials, la medicina forense, la indústria electrònica, els estudis biològics, etc. Totes es basen en el mateix principi bàsic: els raigs X són desviats pels àtoms de la matèria i produeixen un interferències constructives i destructives (patró d'interferència). Quan els àtoms estan perfectament ordenats, el patró produït està ben definit i se'n poden deduir les seves posicions i separacions.

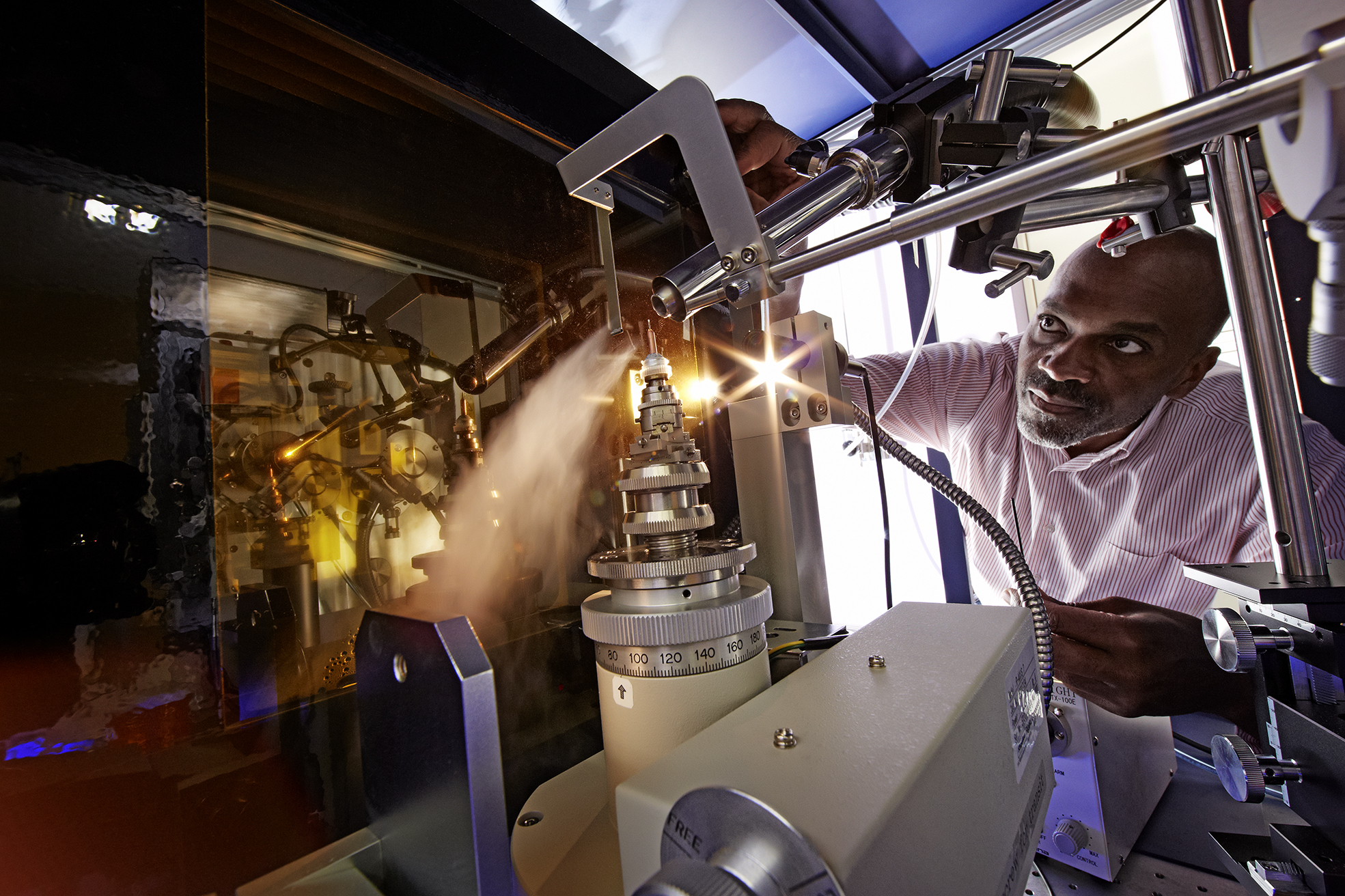
Difractòmetre de raigs X.

La difracció de raigs X de pols (XRD) és una tècnica que s'utilitza habitualment en molts laboratoris d'investigació. Un sincrotró té un flux molt més alt que una font de laboratori, la qual cosa significa que es poden mesurar quantitats més petites de material i en una escala de temps més ràpida. Això permet realitzar tècniques com la difracció superficial i la difracció de pel·lícula fina, que s'estenen fins a una submonocapa d'àtoms. Amb la radiació de sincrotró es pot seleccionar l'energia dels raigs X, la qual cosa permet als investigadors capturar patrons de difracció a diferents energies que poden estar a prop d'una vora d'absorció d'un element d'interès dins del material que s'està estudiant. Això serveix per destacar l'element específic i s'anomena difracció anòmala.
S'empra la difracció de raigs X d'un sol cristall d'una proteïna per tal de determinar la seva estructura. El Premi Nobel de Química l'any 2006 fou per Roger Kornberg pel seu treball en la determinació de les interaccions de l'ARN, que es basava en gran manera en l'ús de la cristal·lografia de proteïnes amb radiació de sincrotró. La cristal·lografia de proteïnes s'utilitza en el disseny de fàrmacs, ja que la comprensió de l'estructura de les proteïnes i altres molècules biològiques grans permet als investigadors adaptar els productes farmacèutics per interactuar amb ells.

### Dispersió de raigs X (SAXS, WAXS, XRR)
La dispersió de raigs X és el terme general per a la desviació dels raigs X per la matèria, de la qual la difracció de raigs X és només un subconjunt. Els materials sense ordre atòmic dispersen els raigs X. Com més petit sigui l'angle de dispersió, més gran serà l'estructura que està causant la dispersió. Això dona lloc a dues tècniques complementàries, SAXS i WAXS (dispersió de raigs X d'angle petit i de gran angular, respectivament). Com en el cas de la difracció de raigs X, aquestes es poden realitzar a energies seleccionades per destacar un element d'interès.
- SAXS s'utilitza àmpliament per estudiar materials amb estructures semiperiòdiques de l'ordre d'1-100 nm, per exemple, conjunts biològics, nanopartícules, punts quàntics, fibres, materials nanoporosos, etc.
- WAXS es pot utilitzar per estudiar materials amb estructures de la ordre de 0,1-1 nm, per exemple materials amorfs, molècules biològiques, argiles, etc.[8]

La reflectivitat dels raigs X és una altra tècnica de dispersió de raigs X que es basa en la teoria coneguda de com els raigs X penetren a la matèria. És útil per estudiar pel·lícules primes i estructures en capes.

### Espectroscòpia d'absorció de raigs X (XAS, XANES, EXAFS)

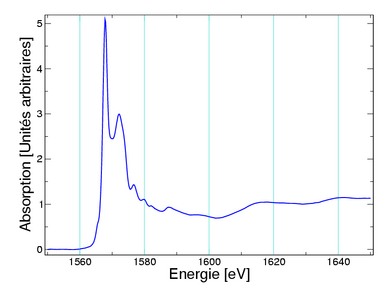
Espectre XANES d'una mostra d'alumini.

L'espectroscòpia d'absorció de raigs X (XAS) compren vàries tècniques. A diferència de les tècniques de cristal·lografia, és una sonda local ajustada a un element específic escanejant l'energia (o longitud d'ona) a través d'una vora d'absorció de raigs X de l'element a estudiar. Com que es tracta d'una sonda local, la tècnica no depèn del material que tingui ordre de llarg abast, per la qual cosa es pot utilitzar per estudiar sistemes i líquids amorfs (així com sistemes amb ordre cristal·logràfic). Algunes de les principals tècniques d'espectroscòpia d'absorció de raigs X són:

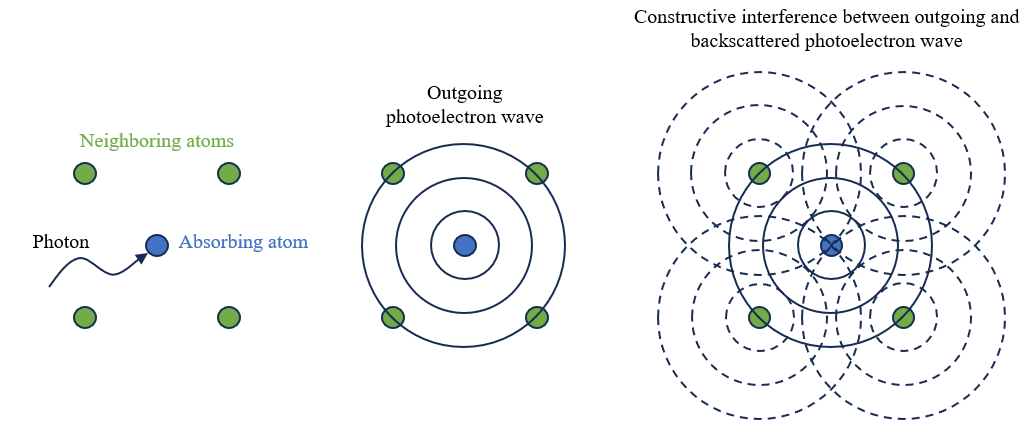
Esquema del fonament de l'espectroscòpia EXAFS.

- Absorció de raigs X a prop de l'estructura de la vora (X-ray Absorption Near Edge Structure, XANES). A la regió de la vora d'absorció, s'observen petits canvis en l'energia de la vora a causa de diferents valències de l'element objectiu. A més, la coordinació local de l'element pertorba la forma de la vora. En comparar amb estàndards amb valència i coordinació conegudes, es pot determinar l'estructura local de la mostra.[8]
- Estructura fina d'absorció de raigs X estesa (Extended X-ray Absorption Fine Structure, EXAFS). Per sobre de la vora d'absorció de raigs X, s'observen oscil·lacions en l'exploració d'energia a causa de la interacció de l'electró expulsat amb els àtoms veïns. Aquestes oscil·lacions es poden analitzar i comparar amb models i estàndards per obtenir més informació sobre l'estructura local, com ara el nombre i el tipus de veïns i la seva distància dels àtoms de l'element objectiu. Hi ha diverses extensions d'EXAFS, com ara SEXAFS (EXAFS de superfície, que és sensible a la superfície), NEXAFS (EXAFS propera a la vora, que inclou l'estructura propera a la vora en l'anàlisi), REFLEXAFS (EXAFS de reflexió), etc.[8]

### Espectroscòpia fotoelectrònica (XPS, PES, ARPES)

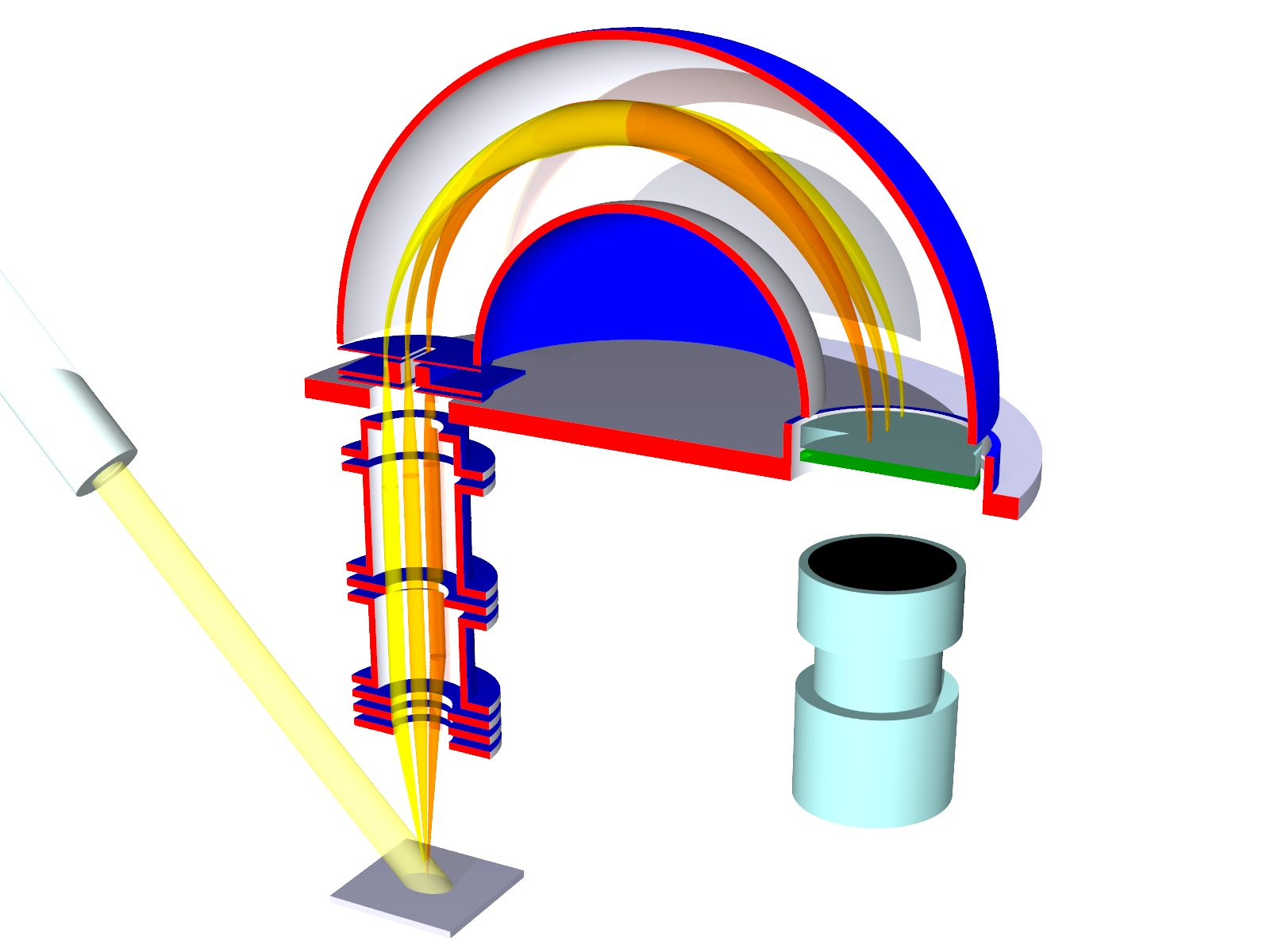
Esquema d'un espectroscopi ARPES.

L'espectroscòpia de fotoelectrons emesos per raigs X (XPS) és una tècnica d'espectroscòpia de fotoelectrons (PES) utilitzada amb raigs X de baixes energies per sondejar l'energia d'unió dels electrons en un material. Això proporciona informació sobre les espècies químiques presents en el material. Els raigs X amb una energia just per sobre de l'energia d'unió expulsaran electrons, que es detecten. L'estructura atòmica local al voltant de l'element objectiu pertorba el senyal i, comparant-se amb substàncies conegudes, es pot determinar l'enllaç químic del material. Aquesta tècnica s'utilitza en aplicacions de ciències de superfícies, fabricació, etc.
L'ARPES (Angle-Resolved Photo-Emission Spectroscopy) és una tècnica que separa l'energia i el moment lineal dels electrons expulsats i s'utilitza per sondejar la densitat dels estats dels materials.

### Espectroscòpia infraroja

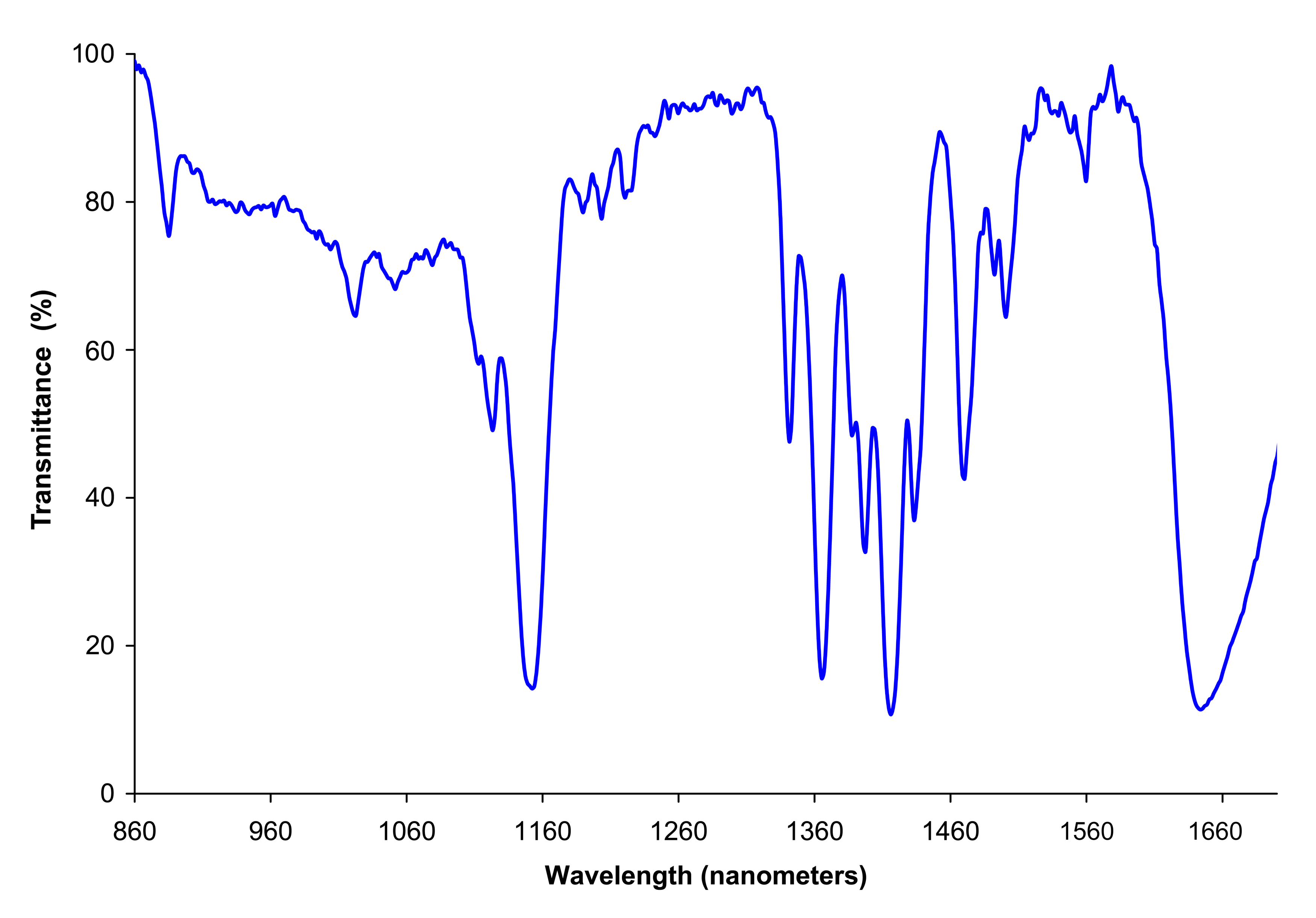
Espectre d'IR del diclorometà.

Si bé l'espectroscòpia infraroja és una tècnica de laboratori comuna per a la identificació química, principalment de molècules orgàniques, l'ús d'una font de sincrotró té diversos avantatges. El flux més alt d'una font de sincrotró permet mesurar mostres diluïdes en una escala de temps més curta, una situació que amb un instrument de laboratori trobaria problemes amb la resolució senyal-soroll del detector. El rang de nombres d'ona s'estén en un rang més gran que amb fonts de laboratori a causa de la naturalesa sintonitzable de la radiació de sincrotró. També es poden realitzar imatges per infrarojos (IR), que ofereixen una imatge en 2D o fins i tot en 3D de la composició química del material fins a una resolució de micròmetres.

### Dicroisme circular
El dicroisme circular utilitza llum polaritzada per sondejar l'estructura, o "manualitat", de molècules asimètriques. La naturalesa sintonitzable de la longitud d'ona i la polarització de la llum que ofereix un sincrotró permet investigar diversos aspectes. Aquesta tècnica s'utilitza especialment en l'estudi de molècules biològiques, plegament de proteïnes, etc. Els raigs X polaritzats circularment es poden utilitzar per estudiar materials magnètics, ja que els raigs X interaccionen de manera diferent amb els electrons de spin-up i spin-down propers al nivell de Fermi, la diferència en què dóna lloc al magnetisme.

### Microsonda de raigs X
La microsonda de raig X és un terme general per a la microscòpia utilitzant una de les tècniques esmentades anteriorment. Un feix de llum o de raigs X de sincrotró té una divergència baixa i es pot enfocar a un punt que només té uns pocs micròmetres de mida, que després s'escaneja de manera ràster a través de la mostra per crear una imatge de diferents regions de la mostra i quin és el patró de difracció, senyal d'absorció de raigs X, espectre infraroig, etc. de cada posició.

## Aplicacions
Amb l'ús de la radiació de sincrotró és possible penetrar la matèria i revelar les característiques de la seva estructura molecular i atòmica per a la investigació de tota mena de materials. El seu ampli espectre permet realitzar diferents tipus d'anàlisi utilitzant cadascun dels diferents tipus de radiació de la qual està composta —des de la infraroja, passant per la llum visible i la radiació ultraviolada, fins a arribar als raigs X. La seva gran brillantor permet experiments extremadament ràpids i la investigació de detalls de materials a escala nanomètrica. Amb ella també és possible seguir l'evolució en el temps dels processos físics, químics i biològics que es produeixen en fraccions de segon.

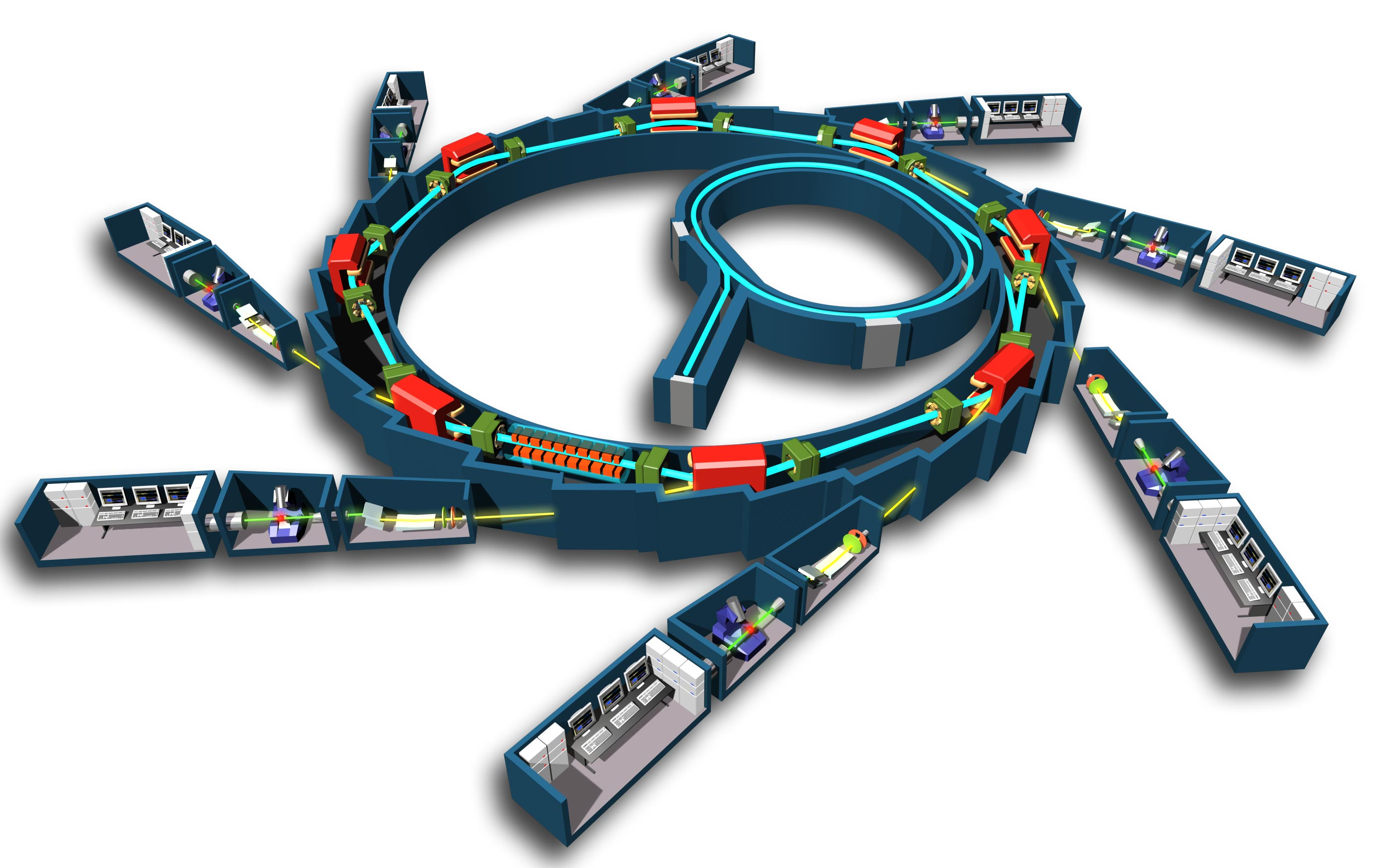
Esquema del sincrotró SOLEIL situat prop de París amb vuit línies de llum per on surt la radiació de sincrotró de l'anell d'emmagatzematge.

Les característiques d'aquesta radiació també possibiliten fer aquestes anàlisis mentre els materials estan sotmesos a diferents condicions de temperatura i pressió, de buit i flux de diferents gasos, de camps elèctrics i magnètics, i moltes altres variables. Així, és possible fer experiments en les mateixes condicions en què es troben les mostres a la natura —com per exemple a l'interior de l'escorça terrestre— o en les condicions en què s'utilitzaran els materials, com en els processos industrials, per exemple.

### Agricultura
En l'agricultura, alguns nutrients se subministren mitjançant fertilitzants, que poden ser substàncies minerals o orgàniques, naturals o sintètiques. No obstant això, encara no s'entén bé el camí fisicoquímic que segueixen els nutrients des de la seva dispersió al sòl fins a la seva absorció i incorporació al metabolisme vegetal, provocant l'ús ineficient dels fertilitzants, perjudicial per al medi ambient. Els processos químics, físics i biològics que tenen lloc a nivell atòmic i molecular controlen el transport, la disponibilitat i l'absorció de nutrients, així com el transport de contaminants i la contaminació del sòl. La radiació de sincrotró permet investigar l'estructura del sòl a diferents escales i en alta resolució. També com els àtoms i les molècules de nutrients o de contaminants es mouen pel sòl i com canvien químicament quan interaccionen amb altres molècules. D'aquesta manera, es poden conèixer i controlar millor els processos que es produeixen al sòl, contribuint a una producció agrícola més eficient i menys agressiva amb el medi ambient.

### Fàrmacs
Des del moment que s'identifica una molècula relacionada amb una malaltia, pot esdevenir una diana terapèutica, és a dir, una diana per a l'acció d'un fàrmac. Com en un trencaclosques, el fàrmac i les molècules diana han d'encaixar entre si per evitar l'acció de les molècules diana al nostre organisme. Per tant, la recerca d'un fàrmac es fa més eficient si coneixem la forma de les molècules (generalment proteïnes) que han d'encaixar. La radiació de sincrotró és una eina essencial en la investigació de l'estructura tridimensional de les molècules, que permet entendre en profunditat la seva acció en l'organisme i com interacciona amb un potencial fàrmac. D'aquesta manera, és possible descobrir nous fàrmacs, o entendre els mecanismes dels fàrmacs coneguts per augmentar-ne l'eficàcia.
La radiació de sincrotró també permet conèixer l'estructura tridimensional de les diferents etapes de desenvolupament de paràsits, la qual cosa orienta el desenvolupament de maneres d'atacar-los, evitant la transmissió de la malaltia. Així mateix permet una visió global dels mecanismes del metabolisme cel·lular, des del nivell atòmic fins al nivell tissular, obrint no només perspectives en parasitologia sinó també en la comprensió dels processos relacionats amb altres malalties, la nutrició i l'activitat enzimàtica.

### Catalitzadors

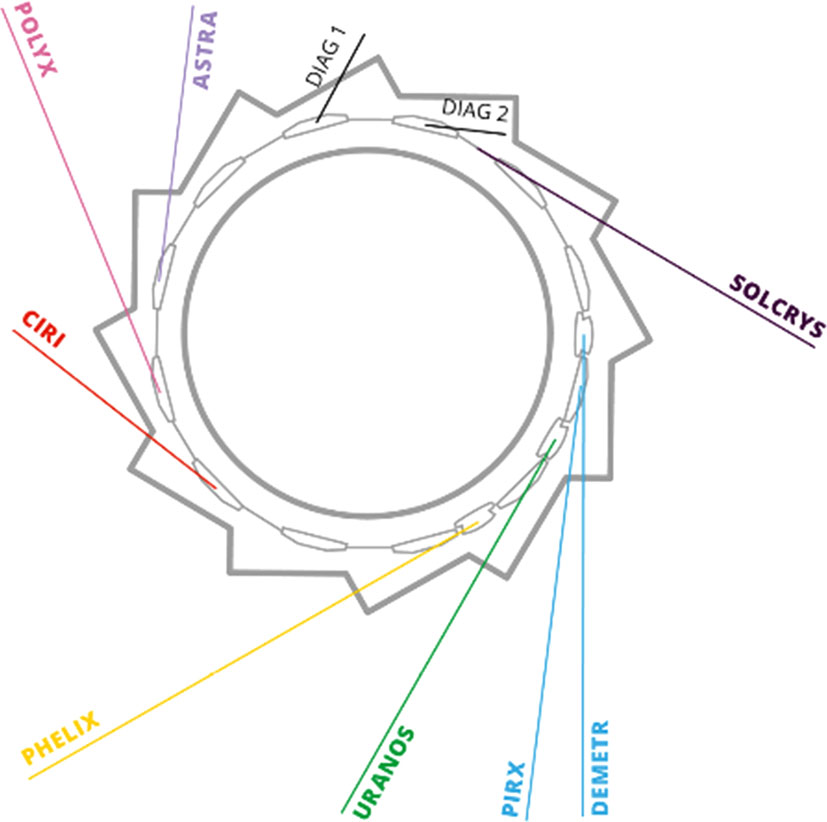
Anell d'emmagatzematge del sincrotró SOLARIS de Polònia. S'indiquen les diferents línies de llum, o de sortida de la radiació, que són emprades en laboratoris diferents.

Els catalitzadors són substàncies que acceleren reaccions químiques utilitzades en  els processos industrials que impliquen la transformació de productes primaris. La recerca de catalitzadors més eficients i més accessibles té un impacte directe sobre l'economia i el medi ambient. Aquesta investigació, però, requereix que els catalitzadors s'estudiïn en condicions de funcionament, és a dir, simulant les mateixes condicions —altes temperatures, altes pressions i la presència de diferents reactius— en què s'aplicaran en processos industrials. Amb la radiació de sincrotró aquestes reaccions químiques es poden estudiar en temps real, amb el seguiment dels canvis en l'estructura tant dels reactius com dels catalitzadors. Això permet una comprensió detallada del funcionament d'un determinat catalitzador i orienta les modificacions que es poden fer per millorar-ne el rendiment, fent-lo, per exemple, més barat de produir, més selectiu pel producte d'interès i més actiu a temperatures més baixes. i pressions.

### Nous materials
Els reptes per aconseguir un desenvolupament sostenible són la disponibilitat d'energia abundant, neta i barata. D'aquesta manera, cal desenvolupar nous materials per millorar la conversió de la biomassa en combustibles i per canalitzar de manera eficient l'energia lumínica del sol, l'energia cinètica dels vents o l'energia potencial dels recursos hídrics. En aquest sentit, també és essencial una producció de materials renovables més lleugers i resistents –com els plàstics, el vidre i les fibres– així com components per a cada vegada més potents i dispositius electrònics més econòmics. La radiació de sincrotró ofereix una gran varietat de maneres de veure, en detall, les interaccions dels electrons entre si i amb la llum, les connexions entre elements químics i les seves interaccions amb altres substàncies. La combinació d'aquestes eines és essencial per al desenvolupament de nous materials.
La radiació de sincrotró s'ha utilitzat en el desenvolupament de bateries més duradores, resistents i barates per a cotxes elèctrics, telèfons mòbils i ordinadors portàtils i per al desenvolupament de nous semiconductors, capaços d'augmentar l'eficiència de les cèl·lules solars orgàniques per a la producció d'energia elèctrica.
En l'anàlisi estructural, cristal·lí i amorf de materials s'empra la radiació de sincrotró. Tècniques que permeten analitzar ràpidament els materials desconeguts i de realitzar la caracterització dels materials als camps tals com la metal·lúrgia, la mineralogia, la ciència forense, computacionals, l'arqueologia, art, física de la matèria condensada, i les ciències biològiques i farmacèutiques.

### Medicina

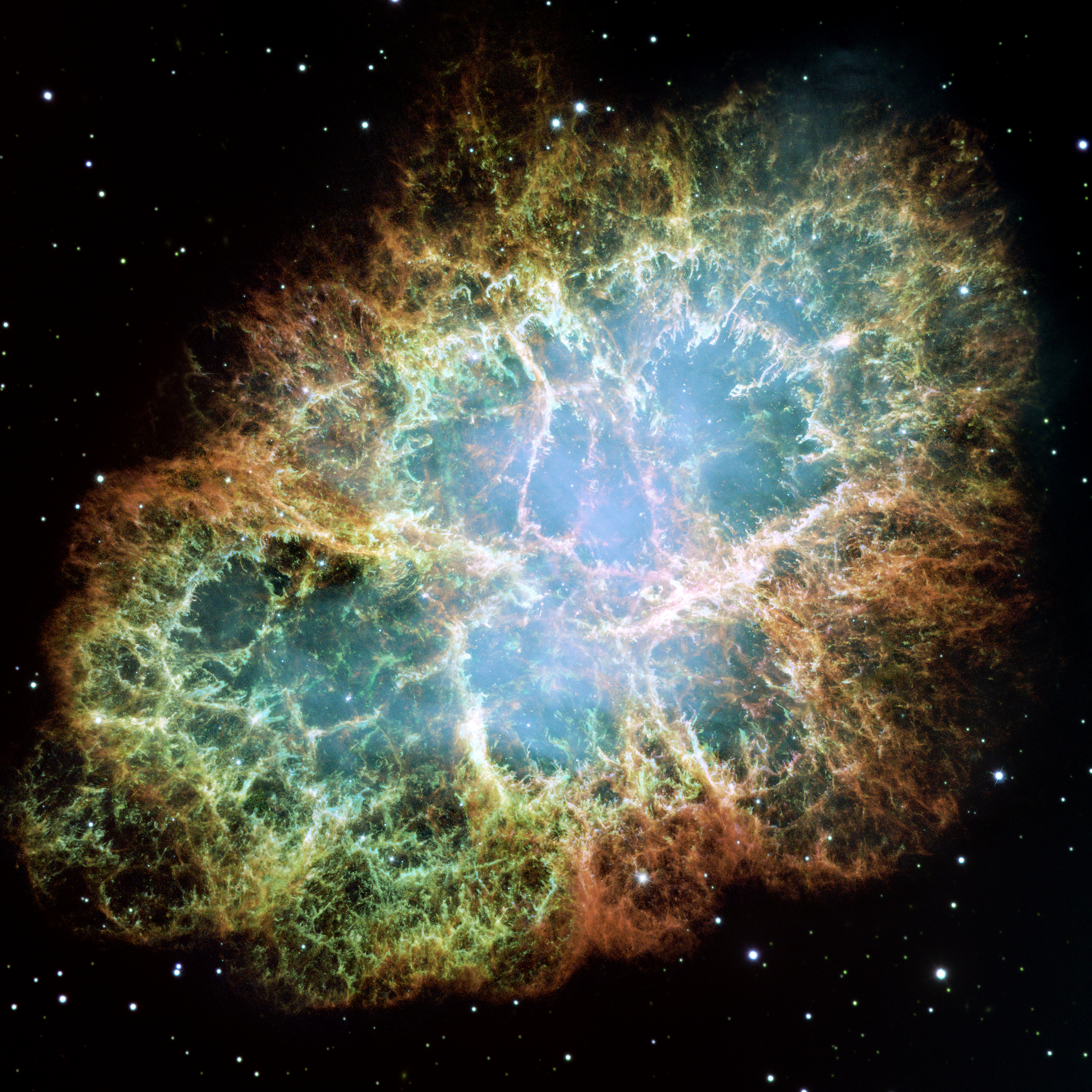
Nebulosa del Cranc fotografiada pel telescopi espacial Hubble.

El càncer és un conjunt de malalties relacionades caracteritzades per la multiplicació incontrolada de cèl·lules, i un dels principals mètodes per al seu tractament és la quimioteràpia, que utilitza fàrmacs per bloquejar el creixement o destruir les cèl·lules afectades. La majoria dels fàrmacs que s'utilitzen actuen interferint amb la mitosi, el mecanisme cel·lular pel qual es produeixen noves cèl·lules. Per tant, tant les cèl·lules canceroses com les sanes es veuen afectades, provocant diversos efectes secundaris. A nivell mundial, s'ha fet un esforç considerable cap al desenvolupament de nous mètodes que minimitzin els danys a l'organisme. Un d'aquests mètodes és l'ús de nanopartícules, grups d'uns pocs centenars d'àtoms, que poden transportar i lliurar el medicament directament a les cèl·lules malaltes. Aquest tipus de nanopartícules també ofereixen un gran potencial per combatre els bacteris, inclosos els que són resistents als antibiòtics, i els virus. La radiació de sincrotró contribueix a l'estudi de les nanopartícules en general, i al desenvolupament d'aquest i altres nous mètodes per al tractament del càncer, per combatre bacteris resistents, virus i moltes altres noves formes innovadores de tractament.
La radiació de sincrotró es fa servir també en el desenvolupament de tècniques d'imatge i diagnòstic menys invasives i més precises, que permeten una menor exposició neta a la radiació tradicional de raigs X. També en el desenvolupament de noves teràpies, com ho és la MRT (Microbeam Radiation Therapy) que pot ser utilitzada per tractar tumors que no són operables actualment.

## Radiació de sincrotró en astronomia
La radiació de sincrotró també es produeix naturalment a causa dels moviments de les estructures astronòmiques, normalment on els electrons relativistes giren en espiral (i, per tant, canvien la velocitat) a través de camps magnètics.
Un exemple el proporciona la llum emesa per la nebulosa del Cranc, que és el romanent d'una explosió de supernova d'una estrella massiva . A la figura s'il·lustra una excel·lent imatge de la nebulosa del Cranc obtinguda pel telescopi espacial Hubble, que mostra la llum de color blanc blavós originada per la radiació de sincrotró causada pels núvols d'electrons relativistes desviats radialment pel camp magnètic d'una estrella de neutrons en rotació.